# För att inte tala om alla dessa kvinnor
För att inte tala om alla dessa kvinnor és una pel·lícula sueca dirigida per Ingmar Bergman, estrenada el 1964. Ha estat subtitulada al català.

## Argument
El gran crític Cornelius visita el no menys gran violoncel·lista Félix a la seva vasta i rica casa. L'intèrpret viu envoltat de dones que organitzen les seves cites galants entre dues repeticions però la programació té falles. Gelosies, discussions, cops de revòlver, Cornelius prova més bé que malament de constrènyer-se a la tasca difícil d'escriure la biografia de l'amo.

## Repartiment
- Jarl Kulle: Cornelius
- Eva Dahlbeck: Adelaide
- Bibi Andersson: Humlan
- Harriet Andersson: Isolde
- Karin Kavli: Madame Tussaud
- Gertrud Fridh: Traviata
- Mona Malm: Cecilia
- Barbro Hiort af Ornäs: Beatrica
- Allan Edwall: Jillker
- Georg Funkquist: Tristan

## Al voltant de la pel·lícula
- Es tracta de la primera pel·lícula en color d'Ingmar Bergman.